# Sculptura
Sculptura är ett släkte av skalbaggar. Sculptura ingår i familjen stumpbaggar.
Kladogram enligt Catalogue of Life:
| Sculptura | \| \| Sculptura kivuensis \| \| \| \| \| \| Sculptura therondi \| \| \| \| |
|           | \| \| Sculptura kivuensis \| \| \| \| \| \| Sculptura therondi \| \| \| \| |
|           | Sculptura kivuensis                                                        |
|           |                                                                            |
|           | Sculptura therondi                                                         |
|           |                                                                            |